# Systematyka grzybów według Kirka – workowce
Systematyka workowców według P.M. Kirka – typ workowce (Ascomycota Bold ex Caval.-Sm Biol. Rev. 73: 247 (1998), jako: "Ascomycota Berk. 1857. stat. nov.") według P.M. Kirka składa się z następujących klas, rzędów i rodzin (lista taksonów niższego rzędu niepełna):
- Klasa: Arthoniomycetes O.E. Erikss. & Winka
  - Rząd: Arthoniales
    - Rodzina: Arthoniaceae
    - Rodzina: Chrysothricaceae
    - Rodzina: Roccellaceae
    - Rodzina: niepewna
      - Rodzaje: Arthophacopsis Hafellner 1998, Arthotheliomyces Cif. & Tomas. 1953, Arthothelium A. Massal. 1852, Catarraphia A. Massal. 1860, Cyclographa Vain. 1921, Hormosphaeria Lév. 1863, Llimonaea Egea & Torrente 1991, Mycarthothelium Vain. 1928, Nipholepis Syd. 1935, Sipmania Egea & Torrente 1994, Stirtoniopsis Groenh. 1938, Synarthonia Müll. Arg. 1891, Synarthoniomyces Cif. & Tomas. 1953, Tania Egea, Torrente & Sipman 1995, Tarbertia Dennis 1974, Trichophyma Rehm 1904, Tylophorella Vain. 1890, Tylophorellomyces Cif. & Tomas. 1953, Wegea Aptroot & Tibell 1997

  - Rząd: niepewny
    - Rodzina: Melaspileaceae
    - Rodzina: niepewna
      - Rodzaje: Dawsomyces Döbbeler 1981
- Klasa: Ascomycetes – workowce właściwe, woreczniaki
  - Rząd: niepewny
    - Rodzina: niepewna
      - Rodzaje: Ascofascicula Matsush. 2003, Ascomauritiana Ranghoo & K.D. Hyde 1999, Blastocystis Alexeev 1911, Celoporthe Nakabonge, Gryzenh., Jol. Roux & M.J. Wingf. 2006, Chaetothiersia B.A. Perry & Pfister 2007, Cibiessia Crous 2007, Diatrypoidiella Manoharachary, Kunwar & Agarwal 2005, Epidermophyton E. Lang 1879, Eustegia Fr. 1823, Frigidispora K.D. Hyde & Goh 1999, Haplotrichum Eschw. 1824, Hypotrachynicola Etayo 2002, Lopidia Vezda ined., Maireomyces Feldmann 1941, Margaretbarromyces Mindell, Stockey, Beard & Currah 2007, Microthia Gryzenh. & M.J. Wingf. 2006, Myriogonium Cain 1948, Nyungwea Sérus., Eb. Fischer & Killmann 2006, Ornatispora K.D. Hyde, Goh, Joanne E. Taylor, J. Fröhl. 1999, Pelodiscus Clem. 1901, Phaeothecoidea Crous 2007, Pluesia Nieuwl. 1916, Polyancora Voglmayr & Yule 2006, Pteropus Van der Ham 2005, Sphaerothyrium Wallr. 1833, Sporadospora Reinsch 1875, Stegia Fr. 1818, Ursicollum Gryzenh. & M.J. Wingf. 2006, Winterina Sacc. 1891, Wrightiella Speg. 1923, Xylomelasma Réblová 2006
- Klasa: Dothideomycetes O.E. Erikss. & Winka
  - Podklasa: Dothideomycetidae
    - Rząd: Capnodiales
      - Rodzina: Antennulariellaceae
      - Rodzina: Capnodiaceae
      - Rodzina: Coccodiniaceae
      - Rodzina: Euantennariaceae
      - Rodzina: Metacapnodiaceae
      - Rodzina: Mycosphaerellaceae
      - Rodzina: niepewna
        - Rodzaje: Heptaster Cif., Bat. & Nascim. 1956

    - Rząd: Dothideales
      - Rodzina: Coccoideaceae
      - Rodzina: Dothideaceae
      - Rodzina: Dothioraceae
      - Rodzina: Planistromellaceae
      - Rodzina: niepewna
        - Rodzaje (wybór): Acerbia (Sacc.) Sacc. & P. Syd. 1899, Achorella Theiss. & Syd. 1915, Acrocorelia R. Doll 1982, Acrogenotheca Cif. & Bat. 1963, Allosoma Syd. 1926, Buelliella Fink 1935, Byssogene Syd. 1922, Calyptra Theiss. & Syd. 1918, Camarosporula Petr. 1954, Dermatodothis Racib. ex Theiss. & Syd. 1914, Dexteria F. Stevens 1917, Dichomera Cooke 1878, Didymocyrtidium Vain. 1921, Endococcus Nyl. 1855, Epibotrys Theiss. & Syd. 1915, Gibberidea Fuckel 1870, Gibberinula Kuntze 1898, Gilletiella Sacc. & P. Syd. 1899, Globoa Bat. & H. Maia 1962, Kullhemia P. Karst. 1878, Kusanobotrys Henn. 1904, Lanatosphaera Matzer 1996, Laterotheca Bat. 1963, Lazarenkoa Zerova 1938, Phaeocyrtidula Vain. 1921, Phaeoglaena Clem. 1909, Phaeopeltium Clem. & Shear 1931, Phaeopeltosphaeria Berl. & Peglion 1892, Phaeophragmocauma F. Stevens 1931, Pyrenocyclus Petr. 1955, Pyrenostigme Syd. 1926, Racovitziella Döbbeler & Poelt 1978, Stigmina Sacc. 1880, Stuartella Fabre 1879, Syrropeltis Bat., J.L. Bezerra & Matta 1964, Teichospora Fuckel 1870, Teratoschaeta Bat. & O.M. Fonseca 1967, Verlotia Fabre 1879, Vizellopsis Bat., J.L. Bezerra & T.T. Barros 1969, Wernerella Nav.-Ros., Cl. Roux & Giralt 1998, Westea H.J. Swart 1988, Xylopezia Höhn. 1917

    - Rząd: Microthyriales
      - Rodzina: Aulographaceae
      - Rodzina: Leptopeltidaceae
      - Rodzina: Microthyriaceae
      - Rodzina: Schizothyriaceae

    - Rząd: Myriangiales
      - Rodzina: Cookellaceae
      - Rodzina: Elsinoaceae
      - Rodzina: Myriangiaceae

    - Rząd: Pleosporales
      - Rodzina: Pleosporaceae

    - Rząd: niepewny
      - Rodzina: Argynnaceae
      - Rodzina: Ascoporiaceae
      - Rodzina: Asterinaceae
      - Rodzina: Brefeldiellaceae
      - Rodzina: Englerulaceae
      - Rodzina: Eremomycetaceae
      - Rodzina: Hypsostromataceae
      - Rodzina: Lichenotheliaceae
      - Rodzina: Mesnieraceae
      - Rodzina: Micropeltidaceae
      - Rodzina: Microtheliopsidaceae
      - Rodzina: Moriolaceae
      - Rodzina: Mycoporaceae
      - Rodzina: Parmulariaceae
      - Rodzina: Parodiopsidaceae
      - Rodzina: Phillipsiellaceae
      - Rodzina: Piedraiaceae
      - Rodzina: Polystomellaceae
      - Rodzina: Protoscyphaceae
      - Rodzina: Pseudoperisporiaceae
      - Rodzina: Saccardiaceae
      - Rodzina: Strigulaceae
      - Rodzina: Teratosphaeriaceae
      - Rodzina: Testudinaceae
      - Rodzina: Vizellaceae
      - Rodzina: Zopfiaceae
      - Rodzina: niepewna
        - Rodzaje (wybór): Ascochyta Lib. 1830, Ascochytella Tassi 1902, Ascochytula (Potebnia) Died. 1912, Ascominuta Ranghoo & K.D. Hyde 2000, Ascosubramania Rajendran 1997, Chaetonectrioides Matsush. 1996, Chermomyces Brain 1923, Cystodium Fée 1837, Dawsophila Döbbeler 1981, Dimerium (Sacc. & P. Syd.) Sacc. & D. Sacc. 1905, Dipyrgis Clem. 1909

  - Podklasa: Meliolomycetidae
    - Rząd: Meliolales
      - Rodzina: Meliolaceae

  - Podklasa: Pleosporomycetidae
    - Rząd: Pleosporales
      - Rodzina: Arthopyreniaceae
      - Rodzina: Corynesporascaceae
      - Rodzina: Cucurbitariaceae
      - Rodzina: Dacampiaceae
      - Rodzina: Delitschiaceae
      - Rodzina: Diademaceae
      - Rodzina: Didymosphaeriaceae
      - Rodzina: Fenestellaceae
      - Rodzina: Leptosphaeriaceae
      - Rodzina: Lophiostomataceae
      - Rodzina: Melanommataceae
      - Rodzina: Montagnulaceae
      - Rodzina: Naetrocymbaceae
      - Rodzina: Parodiellaceae
      - Rodzina: Phaeosphaeriaceae
      - Rodzina: Phaeotrichaceae
      - Rodzina: Pleomassariaceae
      - Rodzina: Pleosporaceae
      - Rodzina: Sporormiaceae
      - Rodzina: Tubeufiaceae
      - Rodzina: Venturiaceae
        - Rodzaj: Venturia
          - Gatunek: Venturia inaequalis (Cooke) Aderh.- grzyb powodujący parcha jabłoni

      - Rodzina: niepewna
        - Rodzaje: Arcangelia Sacc. 1890, Chlamydosporium Peyronel 1913, Dendropleella Munk 1953, Deuterophoma Petri 1929, Didymella Sacc. 1880, Dubitatio (grzyby) Speg. 1882, Haplotheciella Höhn. 1918, Hendersonia Sacc. 1884, Hindersonia Lév. 1846, Leptophoma Höhn. 1915, Lichenosphaeria Bornet 1873, Macroplodiella Speg. 1908, Monascostroma Höhn. 1918, Mycodidymella C.Z. Wei, Y. Harada & Katum. 1998, Mycosphaerellopsis Höhn. 1918, Neophaeosphaeria M.P.S. Câmara, M.E. Palm & A.W. Ramaley 2003, Paraphoma Morgan-Jones & J.F. White 1983, Passerinula Sacc. 1875, Peyronellaea Goid. 1952, Phaeosphaeriopsis M.P.S. Câmara, M.E. Palm & A.W. Ramaley 2003, Phomopsina Petr. 1922, Plenodomus Preuss 1851, Polyopeus A.S. Horne 1920, Pseudodidymella C.Z. Wei, Y. Harada & Katum. 1997, Pseudosclerophoma Petr. 1923, Rhizosphaerella Höhn. 1917, Rhopographus Nitschke ex Fuckel 1870, Sclerophomella Höhn. 1917, Sclerophomina Höhn. 1917, Spegazzinula Sacc. 1883, Vialina Curzi 1935

  - Podklasa: Spathulosporomycetidae
    - Rząd: Spathulosporales
      - Rodzina: Hispidicarpomycetaceae
      - Rodzina: Spathulosporaceae

  - Podklasa: niepewna
    - Rząd: Botryosphaeriales
      - Rodzina: Botryosphaeriaceae

    - Rząd: Hysteriales
      - Rodzina: Hysteriaceae
      - Rodzina: Mytilinidiaceae

    - Rząd: Jahnulales
      - Rodzina: Aliquandostipitaceae

    - Rząd: Patellariales
      - Rodzina: Arthrorhaphidaceae
      - Rodzina: Patellariaceae

    - Rząd: Trichotheliales
      - Rodzina: Myeloconidiaceae
      - Rodzina: Porinaceae
      - Rodzina: Trichotheliaceae

    - Rząd: niepewny
      - Rodzina: Acrospermaceae
      - Rodzina: Aspidotheliaceae
      - Rodzina: Coccotremataceae
      - Rodzina: Diporothecaceae
      - Rodzina: Eoterfeziaceae
      - Rodzina: Epigloeaceae
      - Rodzina: Gomphillaceae
      - Rodzina: Icmadophilaceae
      - Rodzina: Koralionastetaceae
      - Rodzina: Lautosporaceae
      - Rodzina: Mastodiaceae
      - Rodzina: Meliolinaceae
      - Rodzina: Microcaliciaceae
      - Rodzina: Myxotrichaceae
      - Rodzina: Phaneromycetaceae
      - Rodzina: Phyllobatheliaceae
      - Rodzina: Protothelenellaceae
      - Rodzina: Pseudeurotiaceae
      - Rodzina: Pyrenothricaceae
      - Rodzina: Roesleriaceae
      - Rodzina: Seuratiaceae
      - Rodzina: Thelenellaceae
      - Rodzina: Thrombiaceae
      - Rodzina: niepewna
        - Rodzaje (wybór): Amphichaete Kleb. 1914, Amphichorda Fr. 1825, Amphiloma Nyl. 1855, Amphisphaerellula Gucevic 1952, Botrydiella Badura 1963, Botrydiplis Clem. & Shear 1931, Cryptogene Syd. 1939, Cryptogenella Syd. 1939, Cryptomela Sacc. 1884, Guceviczia Glezer 1959, Gueguenia Bainier 1907, Gyrocerus Corda 1837, Harziella Kuntze 1891, Hasskarlinda Kuntze 1891, Natalia Fr. 1847, Naumovela Kravtzev 1955, Orcadia G.K. Sutherl. 1915, Outhovia Nieuwl. 1916, Orcadia G.K. Sutherl. 1915, Outhovia Nieuwl. 1916, Thozetia Berk. & F. Muell. 1881, Thyridella (Sacc.) Sacc. 1895, Thyriochaetum Frolov 1968
- Klasa: Eurotiomycetes O.E. Erikss. & Winka
  - Podklasa: Chaetothyriomycetidae
    - Rząd: Chaetothyriales
      - Rodzina: Chaetothyriaceae
      - Rodzina: Herpotrichiellaceae

    - Rząd: Pyrenulales
      - Rodzina: Massariaceae
      - Rodzina: Monoblastiaceae
      - Rodzina: Pyrenulaceae
      - Rodzina: Requienellaceae
      - Rodzina: Trypetheliaceae
      - Rodzina: Xanthopyreniaceae
      - Rodzina: niepewna
        - Rodzaje: Anconomyces Cavalc. & A.A. Silva 1972, Asteroporomyces Cif. & Tomas. 1953, Asteroporum Müll. Arg. 1884, Blastodesmia A. Massal. 1852, Celothelium A. Massal. 1860, Heufleridium Müll. Arg. 1883, Lyromma Bat. & H. Maia 1965, Lyrommotheca Bat. & T. Herrera 1972, Micromma A. Massal. 1860, Mycoporum G. Mey. 1825, Plagiothelium Stirt. 1881, Porodothion Fr. 1825, Porothelium Eschw. 1824, Rhaphidicyrtis Vain. 1921, Splanchospora L.N. Vasil'eva 1998, Stromatothelium Trevis. 1861, Xenus Kohlm. & Volkm.-Kohlm. 1992

    - Rząd: Verrucariales
      - Rodzina: Adelococcaceae
      - Rodzina: Verrucariaceae
      - Rodzina: niepewna
        - Rodzaje: Gemmaspora D. Hawksw. & Halici 2007, Plurisperma Sivan. 1970, Pocsia Vezda 1975

  - Podklasa: Eurotiomycetidae
    - Rząd: Coryneliales
      - Rodzina: Coryneliaceae

    - Rząd: Eurotiales – kropidlakowce, pleśniówkowce
      - Rodzina: Elaphomycetaceae – jeleniakowate
      - Rodzina: Trichocomaceae
        - Rodzaj: Aspergillus P. Micheli ex Link 1809 – kropidlak
        - Rodzaj: Penicillium Link 1809 – pędzlak

      - Rodzina: niepewna
        - Rodzaje: Bryocladium Kunze 1830, Leiothecium Samson & Mouch. 1975, Pisomyxa Corda 1837, Samarospora Rostr. 1892, Veronaia Benedek 1961

    - Rząd: Onygenales
      - Rodzina: Ajellomycetaceae
      - Rodzina: Arthrodermataceae
      - Rodzina: Gymnoascaceae
      - Rodzina: Onygenaceae
      - Rodzina: niepewna
        - Rodzaje: Blastosporidium M. Hartmann 1912, Coccidioides G.W. Stiles 1896, Loboa Cif., P.C. Azevedo, Campos & Carneiro 1956, Megalocitosporides Wernicke 1892, Posadasia Cantón 1898, Pseudococcidioides O.M. Fonseca 1928

    - Rząd: niepewny
      - Rodzina: Amorphothecaceae
      - Rodzina: Arachnomycetaceae
      - Rodzina: Ascosphaeraceae
      - Rodzina: Eremascaceae
      - Rodzina: Monascaceae
        - Rodzaj: Monascus Tiegh. 1884

      - Rodzina: niepewna
        - Rodzaje: Azureothecium Matsush. 1989, Calyptrozyma Boekhout & Spaay 1995

  - Podklasa: Mycocaliciomycetidae
    - Rząd: Mycocaliciales
      - Rodzina: Mycocaliciaceae
      - Rodzina: Sphinctrinaceae

  - Podklasa: niepewna
    - Rząd: niepewny
      - Rodzina: Myxotrichaceae
- Klasa: Laboulbeniomycetes O.E. Erikss. & Winka – owadorośla
  - Podklasa: Laboulbeniomycetidae
    - Rząd: Laboulbeniales Lindau
      - Rodzina: Ceratomycetaceae
      - Rodzina: Euceratomycetaceae
      - Rodzina: Herpomycetaceae
      - Rodzina: Laboulbeniaceae
      - Rodzina: niepewna
        - Rodzaje: Cainomyces Thaxt. 1901, Coreomycetopsis Thaxt. 1920

    - Rząd: Pyxidiophorales
      - Rodzina: Pyxidiophoraceae
- Klasa: Lecanoromycetes O.E. Erikss. & Winka
  - Podklasa: Acarosporomycetidae
    - Rząd: Acarosporales
      - Rodzina: Acarosporaceae

  - Podklasa: Lecanoromycetidae
    - Rząd: Lecanorales
      - Rodzina: Anziaceae
      - Rodzina: Aphanopsidaceae
      - Rodzina: Arctomiaceae
      - Rodzina: Bacidiaceae
      - Rodzina: Biatorellaceae
      - Rodzina: Brigantiaeaceae
      - Rodzina: Caliciaceae
      - Rodzina: Catillariaceae
      - Rodzina: Cetradoniaceae
      - Rodzina: Cladoniaceae - chrobotkowate
        - Rodzaj: Cladonia Hill ex P. Browne

      - Rodzina: Coccocarpiaceae
      - Rodzina: Crocyniaceae
      - Rodzina: Dactylosporaceae
      - Rodzina: Ectolechiaceae
      - Rodzina: Gypsoplacaceae
      - Rodzina: Haematommataceae
      - Rodzina: Heterodeaceae
      - Rodzina: Hymeneliaceae
      - Rodzina: Lecanoraceae
      - Rodzina: Lecideaceae
      - Rodzina: Loxosporaceae
      - Rodzina: Megalariaceae
      - Rodzina: Megalosporaceae
      - Rodzina: Megasporaceae
      - Rodzina: Micareaceae
      - Rodzina: Miltideaceae
      - Rodzina: Mycoblastaceae
      - Rodzina: Ophioparmaceae
      - Rodzina: Pannariaceae
      - Rodzina: Parmeliaceae
        - Rodzaj: Usnea

      - Rodzina: Phlyctidaceae
      - Rodzina: Physciaceae
      - Rodzina: Pilocarpaceae
      - Rodzina: Porpidiaceae
      - Rodzina: Psoraceae
      - Rodzina: Ramalinaceae
      - Rodzina: Rhizocarpaceae
      - Rodzina: Sphaerophoraceae
      - Rodzina: Stereocaulaceae
      - Rodzina: Vezdaeaceae
      - Rodzina: niepewna
        - Rodzaje (wybór): Allophoron Nádv. 1942, Aspilidea Hafellner 2001, Bartlettiella D.J. Galloway & P.M. Jørg. 1990, Biatora Ach. 1810, Buelliastrum Zahlbr. 1930, Cerania Gray 1821, Chlorangium Rabenh. 1857, Corticiruptor Wedin & Hafellner 1998, Ditylis Clem. 1909, Haploloma Trevis. 1857, Krogia Timdal 2002, Leproloma Nyl. ex Cromb. 1883, Myxobilimbia Hafellner 2001, Schistophoron Stirt. 1876, Stenhammara Flot. ex Körb. 1855, Tylophoron Nyl. ex Stizenb. 1862

    - Rząd: Peltigerales
      - Rodzina: Collemataceae
      - Rodzina: Lobariaceae
      - Rodzina: Massalongiaceae
      - Rodzina: Nephromataceae
      - Rodzina: Peltigeraceae
      - Rodzina: Placynthiaceae
      - Rodzina: niepewna
        - Rodzaje: Peltigeropsis V. Marcano & A. Morales 1994

    - Rząd: Teloschistales
      - Rodzina: Fuscideaceae
      - Rodzina: Letrouitiaceae
      - Rodzina: Teloschistaceae

    - Rząd: niepewny
      - Rodzina: Calycidiaceae
      - Rodzina: Coniocybaceae
      - Rodzina: Pachyascaceae
      - Rodzina: Thelocarpaceae
      - Rodzina: niepewna
        - Rodzaje: Korfiomyces Iturr. & D. Hawksw. 2004, Podotara Malcolm & Vezda 1996

  - Podklasa: Ostropomycetidae
    - Rząd: Agyriales
      - Rodzina: Agyriaceae
      - Rodzina: Anamylopsoraceae
      - Rodzina: Elixiaceae

    - Rząd: Baeomycetales
      - Rodzina: Baeomycetaceae

    - Rząd: Ostropales
      - Rodzina: Asterothyriaceae
      - Rodzina: Coenogoniaceae
      - Rodzina: Graphidaceae
      - Rodzina: Gyalectaceae
      - Rodzina: Odontotremataceae
      - Rodzina: Stictidaceae
      - Rodzina: Thelotremataceae
      - Rodzina: niepewna
        - Rodzaje: Leucogymnospora Fink 1930, Malvinia Döbbeler 2003, Papilionovela Aptroot 1997, Platygramme Fée 1874, Platygraphopsis Müll. Arg. 1887, Xyloschistes Vain. ex Zahlbr. 1903, Xyloschistomyces Cif. & Tomas. 1953

    - Rząd: Pertusariales
      - Rodzina: Megasporaceae
      - Rodzina: Ochrolechiaceae
      - Rodzina: Pertusariaceae
      - Rodzina: niepewna
        - Rodzaje: Loxosporopsis Henssen 1995

  - Podklasa: niepewna
    - Rząd: Candelariales
      - Rodzina: Candelariaceae

    - Rząd: Umbilicariales
      - Rodzina: Rhizoplacopsidaceae
      - Rodzina: Umbilicariaceae
- Klasa: Leotiomycetes O.E. Erikss. & Winka
  - Podklasa: Leotiomycetidae
    - Rząd: Cyttariales
      - Rodzina: Cyttariaceae

    - Rząd: Erysiphales – mączniakowce
      - Rodzina: Erysiphaceae – mączniakowate

    - Rząd: Helotiales – tocznikowce
      - Rodzina: Ascocorticiaceae
      - Rodzina: Bulgariaceae – prószykowate
        - Rodzaj: Bulgaria Fr. 1822 – prószyk

      - Rodzina: Cudoniaceae
      - Rodzina: Dermateaceae
      - Rodzina: Geoglossaceae – łęgotowate
        - Rodzaj: Geoglossum Pers. 1794
        - Rodzaj: Trichoglossum Boud. 1885 – włosojęzyk

      - Rodzina: Helotiaceae – tocznikowate
      - Rodzina: Hemiphacidiaceae
      - Rodzina: Hyaloscyphaceae – przeźroczkowate
      - Rodzina: Leotiaceae – patyczkowate
        - Rodzaj: Leotia Pers. 1794 – patyczka

      - Rodzina: Loramycetaceae
      - Rodzina: Phacidiaceae
      - Rodzina: Rutstroemiaceae – baziówkowate
        - Rodzaj: Rutstroemia P. Karst. 1871 – baziówka

      - Rodzina: Sclerotiniaceae – twardnicowate
      - Rodzina: Vibrisseaceae – włosóweczkowate
        - Rodzaj: Vibrissea Fr. 1822 – włosóweczka

      - Rodzina: niepewna
        - Rodzaje (wybór): Atrocybe Velen. 1947, Bagnisimitrula S. Imai 1942, Benguetia Syd. & P. Syd. 1917, Endoscypha Syd. 1924, Gloeotinia M. Wilson, Noble & E.G. Gray 1954, Gloeotrochila Petr. 1947, Helote Hazsl. 1881, Loricella Velen. 1934, Malotium Velen. 1934, Tubolachnum Velen. 1934, Urceola Quél. 1886, Woodiella Sacc. & P. Syd. 1899

    - Rząd: Rhytismatales
      - Rodzina: Ascodichaenaceae
      - Rodzina: Hemiphacidiaceae
      - Rodzina: Rhytismataceae
      - Rodzina: niepewna
        - Rodzaje (wybór): Apiodiscus Petr. 1940, Bonanseja Sacc. 1906, Chailletia P. Karst. 1871, Didymascus Sacc. 1896, Gelineostroma H.J. Swart 1988, Heufleria Auersw. 1869, Hypodermellina Höhn. 1917, Iridionia Sacc. 1902, Irydyonia Racib. 1900, Karstenia Fr. 1885, Lasiostictella Sherwood 1986, Mellitiosporiella Höhn. 1919, Neophacidium Petr. 1950, Ocotomyces H.C. Evans & Minter 1985, Phaeophacidium Henn. & Lindau 1897, Propolidium Sacc. 1884, Tiarosporella Höhn. 1924, Tridens Massee 1901

    - Rząd: Thelebolales
      - Rodzina: Thelebolaceae

    - Rząd: niepewny
      - Rodzina: niepewna
        - Rodzaje: Amylocarpus Curr. 1859, Plectolitus Kohlm. 1960
- Klasa: Lichinomycetes Reeb, Lutzoni & Cl. Roux
  - Podklasa: Lichinomycetidae
    - Rząd: Lichinales
      - Rodzina: Gloeoheppiaceae
      - Rodzina: Heppiaceae
      - Rodzina: Lichinaceae
      - Rodzina: Peltulaceae
- Klasa: Neolectomycetes
  - Podklasa: Neolectomycetidae
    - Rząd: Neolectales
      - Rodzina: Neolectaceae
- Klasa: Orbiliomycetes O.E. Erikss. & Baral
  - Podklasa: Orbiliomycetidae
    - Rząd: Orbiliales
      - Rodzina: Orbiliaceae
- Klasa: Pezizomycetes O.E. Erikss. & Winka
  - Podklasa: Eurotiomycetidae
    - Rząd: Onygenales
      - Rodzina: Gymnoascaceae

  - Podklasa: Pezizomycetidae
    - Rząd: Pezizales – kustrzebkowce
      - Rodzina: Ascobolaceae
      - Rodzina: Ascodesmidaceae
      - Rodzina: Carbomycetaceae
      - Rodzina: Discinaceae – krążkownicowate
        - Rodzaj: Gyromitra
          - Gatunek: Gyromitra esculenta - piestrzenica kasztanowata

      - Rodzina: Glaziellaceae
      - Rodzina: Helvellaceae – piestrzycowate
      - Rodzina: Karstenellaceae
      - Rodzina: Morchellaceae – smardzowate
        - Rodzaj: Morchella Dill. ex Pers. 1794 – smardz

      - Rodzina: Pezizaceae – kustrzebkowate
      - Rodzina: Pyronemataceae
        - Rodzaj: Geopyxis
          - Gatunek: Geopyxis carbonaria (Alb. & Schwein.) Sacc. (1889) – garstnica wypaleniskowa

      - Rodzina: Rhizinaceae – przyczepkowate
        - Rodzaj: Rhizina Fr. 1815 – przyczepka

      - Rodzina: Sarcoscyphaceae – czarkowate
        - Rodzaj: Sarcoscypha (Fr.) Boud. 1885 – czarka

      - Rodzina: Sarcosomataceae
      - Rodzina: Terfeziaceae
      - Rodzina: Tuberaceae– truflowate
        - Rodzaj: Tuber P. Micheli ex F.H. Wigg. 1780 – trufla

      - Rodzina: niepewna
        - Rodzaje (wybór): Caloscypha Boud. 1885, Desmazierella Lib. 1829, Discinella P. Karst. 1891, Filicupula Y.J. Yao & Spooner 1996, Fischerula Mattir. 1928, Hylostoma Pers. 1822, Lasiobolus Sacc. 1884, Lecophagus M.W. Dick 1990, Leporina Velen. 1947, Microeurotium Ghatak 1936, Mycoarctium K.P. Jain & Cain 1973, Neournula Paden & Tylutki 1969, Ochotrichobolus Kimbr. & Korf 1983, Otidella Sacc. 1889, Pseudascozonus Brumm. 1985

    - Rząd: niepewny
      - Rodzina: niepewna
        - Rodzaje: Coprotiella Jeng & J.C. Krug 1976
- Klasa: Pneumocystidomycetes
  - Podklasa: Pneumocystidomycetidae
    - Rząd: Pneumocystidales
      - Rodzina: Pneumocystidaceae
        - Rodzaj: Pneumocystis P. Delanoë & Delanoë 1912
- Klasa: Saccharomycetes
  - Podklasa: Saccharomycetidae
    - Rząd: Saccharomycetales
      - Rodzina: Ascoideaceae
      - Rodzina: Cephaloascaceae
      - Rodzina: Dipodascaceae
      - Rodzina: Endomycetaceae
      - Rodzina: Eremotheciaceae
      - Rodzina: Lipomycetaceae
      - Rodzina: Metschnikowiaceae
      - Rodzina: Phaffomycetaceae
      - Rodzina: Saccharomycetaceae
        - Rodzaj: Saccharomyces

      - Rodzina: Saccharomycodaceae
      - Rodzina: Saccharomycopsidaceae
      - Rodzina: niepewna
        - Rodzaje (wybór): Cicadomyces Šulc 1911, Debaryolipomyces Ramírez 1957, Dolichoascus Thibaut & Ansel 1970, Endoblastoderma B. Fisch. & Brebeck 1894, Endomycodes Delitsch 1943, Endomycopsella Boedijn 1960, Entelexis Van der Walt & Johannsen 1973, Eutorula H. Will 1916, Eutorulopsis Cif. 1925, Fragosia Caball. 1928, Helicogonium W.L. White 194, Torulopsis Berl. 1894, Trigonopsis Schachner 1929, Tyridiomyces W.A. Wheeler 1907, Wickerhamiella Van der Walt 1973

    - Rząd: niepewny
      - Rodzina: niepewna
        - Rodzaje: Coccidomyces Buchner 1912, Conidiascus Holterm. 1898, Oscarbrefeldia Holterm. 1898

  - Podklasa: niepewna
    - Rząd: niepewny
      - Rodzina: niepewna
        - Rodzaje: Podocapsa Tiegh. 1887, Podocapsium Clem. 1909
- Klasa: Schizosaccharomycetes
  - Podklasa: Schizosaccharomycetidae
    - Rząd: Schizosaccharomycetales
      - Rodzina: Schizosaccharomycetaceae
- Klasa: Sordariomycetes O.E. Erikss. & Winka
  - Podklasa: Hypocreomycetidae
    - Rząd: Coronophorales
      - Rodzina: Chaetosphaerellaceae
      - Rodzina: Nitschkiaceae

    - Rząd: Hypocreales
      - Rodzina: Bionectriaceae
      - Rodzina: Clavicipitaceae
        - Rodzaj: Claviceps Tul. 1853
          - Gatunek: Claviceps purpurea – buławinka czerwona

      - Rodzina: Hypocreaceae
      - Rodzina: Nectriaceae
      - Rodzina: Niessliaceae
      - Rodzina: niepewna
        - Rodzaje (wybór): Hyalopus Corda 1838, Hypocreopsis G. Winter 1875, Leucosphaera Arx, Mukerji & N. Singh 1978, Leucosphaerina Arx 1987, Loculistroma F. Patt. & Charles 1910, Mastigocladium Matr. 1911, Metadothella Henn. 1904, Monoconidia Roze 1897, Myrothecium Tode 1790, Myxormia Berk. & Broome 1850

    - Rząd: Melanosporales
      - Rodzina: Ceratostomataceae

    - Rząd: Microascales
      - Rodzina: Ceratocystidaceae
      - Rodzina: Chadefaudiellaceae
      - Rodzina: Halosphaeriaceae
      - Rodzina: Microascaceae
      - Rodzina: niepewna
        - Rodzaje: Milowia Massee 1884, Natantispora J. Campb., J.L. Anderson & , Shearer 2003, Okeanomyces K.L. Pang & E.B.G. Jones 2004, Sphaeronaemella P. Karst. 1884, Viennotidia Negru & Verona ex Rogerson 1970

  - Podklasa: Sordariomycetidae
    - Rząd: Boliniales
      - Rodzina: Boliniaceae
      - Rodzina: Catabotrydaceae

    - Rząd: Calosphaeriales
      - Rodzina: Calosphaeriaceae
      - Rodzina: Pleurostomataceae
      - Rodzina: Togniniaceae
      - Rodzina: niepewna
        - Rodzaj: Sulcatistroma A.W. Ramaley 2005

    - Rząd: Chaetosphaeriales
      - Rodzina: Chaetosphaeriaceae

    - Rząd: Coniochaetales
      - Rodzina: Coniochaetaceae

    - Rząd: Diaporthales
      - Rodzina: Cryphonectriaceae
      - Rodzina: Diaporthaceae
      - Rodzina: Gnomoniaceae
      - Rodzina: Melanconidaceae
      - Rodzina: Valsaceae
      - Rodzina: niepewna
        - Rodzaje (wybór): Cryptonectriopsis (Höhn.) Weese 1919, Diatractium Syd. & P. Syd. 1921, Exormatostoma Gray 1821, Jobellisia M.E. Barr 1993, Keinstirschia J. Reid & C. Booth 1989, Lollipopaia Inderbitzin 2001, Pedumispora K.D. Hyde & E.B.G. Jones 1992, Phruensis Pinruan 2004, Pseudocryptosporella J. Reid & C. Booth 1969, Pseudothis Theiss. & Syd. 1914, Savulescua Petr. 1959, Scolecodothopsis F. Stevens 1924, Sphaerognomoniella Naumov & Kusnezowa 1952, Stevensiella Trotter 1928, Stioclettia Dennis 1975

    - Rząd: Ophiostomatales
      - Rodzina: Kathistaceae
      - Rodzina: Ophiostomataceae

    - Rząd: Sordariales
      - Rodzina: Cephalothecaceae
      - Rodzina: Chaetomiaceae
      - Rodzina: Lasiosphaeriaceae
      - Rodzina: Sordariaceae
      - Rodzina: niepewna
        - Rodzaje (wybór): Bombardiella Höhn. 1909, Carpoligna F.A. Fernández & Huhndorf 1999,  Chaetoceratostoma Turconi & Maffei 1912, Chaetoceris Clem. & Shear 1931, Clohiesia K.D. Hyde 1995, Coronatomyces Dania García, Stchigel & Guarro 2004, Cuspidatispora Shearer & Bartolata 2006, Effetia Bartoli, Maggi & Persiani 1984, Fluminicola S.W. Wong, K.D. Hyde & E.B.G. Jones 1999, Garethjonesia K.D. Hyde 1992, Globosphaeria D. Hawksw. 1990, Guanomyces M.C. González, Hanlin & Ulloa 2000, Guilliermondia Boud. 1904

    - Rząd: niepewny
      - Rodzina: Annulatascaceae
      - Rodzina: Apiosporaceae
      - Rodzina: Batistiaceae
      - Rodzina: Glomerellaceae
      - Rodzina: Magnaporthaceae
      - Rodzina: Obryzaceae
      - Rodzina: Papulosaceae
      - Rodzina: Thyridiaceae
      - Rodzina: Vialaeaceae
      - Rodzina: niepewna
        - Rodzaje (wybór): Mirannulata Huhndorf, F.A. Fernández, A.N. Mill. & Lodge 2003, Neelakesa Udaiyan & V.S. Hosag. 1992, Neoskofitzia Schulzer 1880, Ophiotexis Theiss. 1916, Papulaspora Preuss 1851, Paracesatiella Petr. 1929, Parascorias J.M. Mend. 1930, Petrakiella Syd. 1924, Pleurothecium Höhn. 1919, Rhynchomeliola Speg. 1884, Rizalia Syd. & P. Syd. 1914

  - Podklasa: Xylariomycetidae
    - Rząd: Xylariales
      - Rodzina: Amphisphaeriaceae
      - Rodzina: Cainiaceae
      - Rodzina: Clypeosphaeriaceae
      - Rodzina: Diatrypaceae
      - Rodzina: Didymosphaeriaceae
      - Rodzina: Graphostromataceae
      - Rodzina: Helminthosphaeriaceae
      - Rodzina: Hyponectriaceae
      - Rodzina: Myelospermataceae
      - Rodzina: Xylariaceae
      - Rodzina: niepewna
        - Rodzaje (wybór): Pareutypella Y.M. Ju & J.D. Rogers 1996, Pemphidium Mont. 1840, Phaeaspis Kirschst. 1939, Phaeotrichosphaeria Sivan. 1983, Phomatospora Sacc. 1875, Phomatosporopsis Petr. 1925, Pidoplitchkoviella Kiril. 1975, Plagiolagynion Schrantz 1962, Plagiothecium Schrantz 1961, Pseudomassariella Petr. 1955

  - Podklasa: niepewna
    - Rząd: Lulworthiales
      - Rodzina: Lulworthiaceae

    - Rząd: Phyllachorales
      - Rodzina: Phaeochoraceae
      - Rodzina: Phyllachoraceae
      - Rodzina: niepewna
        - Rodzaje: Gibellia Pass. 1886, Gibellina Pass. 1886, Haloguignardia Cribb & J.W. Cribb 1956, Lichenochora Hafellner 1989, Lindauella Rehm 1900, Maculatifrondes K.D. Hyde 1996, Mangrovispora K.D. Hyde & Nakagiri 1991, Palmomyces K.D. Hyde, J. Fröhl. & Joanne E. Taylor 1998, Paralaestadia Sacc. ex Vain. 1921, Phycomelaina Kohlm. 1968, Plectosphaerella Kleb. 1929, Uropolystigma Maubl. 1920

    - Rząd: Trichosphaeriales
      - Rodzina: Helminthosphaeriaceae
      - Rodzina: Trichosphaeriaceae
      - Rodzina: niepewna
        - Rodzaje: Basisporium Molliard 1902, Dichotomella Sacc. 1914, Khuskia H.J. Huds. 1963, Nigrospora Zimm. 1902, Phaeoconis Clem. 1909

    - Rząd: niepewny
      - Rodzina: Meliolinaceae
      - Rodzina: niepewna
        - Rodzaje: Cryptomycella Höhn. 1925, Monochaetiellopsis B. Sutton & DiCosmo 1977
- Klasa: Taphrinomycetes – szpetczaki
  - Podklasa: Taphrinomycetidae
    - Rząd: Taphrinales
      - Rodzina: Protomycetaceae
      - Rodzina: Taphrinaceae
- Klasa: niepewna
  - Podklasa: niepewna
    - Rząd: Lahmiales
      - Rodzina: Lahmiaceae

    - Rząd: Medeolariales
      - Rodzina: Medeolariaceae

    - Rząd: Triblidiales
      - Rodzina: Triblidiaceae

    - Rząd: niepewny
      - Rodzina: Amphisphaeriaceae
      - Rodzina: Bionectriaceae
      - Rodzina: Capnodiaceae
      - Rodzina: Microascaceae
      - Rodzina: niepewna
        - Rodzaje (wybór): Aciculariella Arnaud 1954, Aciesia Bat. 1961, Acinula Fr. 1822, Characonidia Bat. & Cavalc. 1965, Chardonia Cif. 1930, Chaunopycnis W. Gams 1979, Lachnodochium Marchal 1895, Laciniocladium Petri 1917, Lactydina Subram. 1978, Laeviomyces D. Hawksw. 1981, Navaneethospora V.G. Rao 1994, Necraphidium  Cif. 1951, Negeriella Henn. 1897, Scolecozythia Curzi 1927, Scolicotrichum Kunze 1817, Scoliotidium Bat. & Cavalc. 1963, Scopularia Preuss 1851